# Jean-Jacques Perrey
Jean-Jacques Perrey (ur. 20 stycznia 1929, zm. 4 listopada 2016 w Lozannie) – francuski twórca muzyki elektronicznej uważany za pioniera gatunku. W latach pięćdziesiątych jako jeden z pierwszych używał elektronicznych syntetyzatorów. Wykorzystywanym przez niego urządzeniem był Ondioline. Współpracował z Gershonem Kingsleyem. Komponował wspólnie również z Angelo Badalamentim i Billym Goldenbergiem. Jego pierwszym albumem był Prélude Au Sommeil wydany w 1957 roku. Potem wspólnie z Kingsleyem nagrał dwie wpływowe płyty, The In Sound From Way Out! (1966) i Kaleidoscopic Vibrations (1967). Muzyk zmarł w Lozannie w Szwajcarii. Przyczyną śmierci był nowotwór płuc.